# Mi continuación
Mi continuación es el séptimo álbum del cantante Venezolano Trino Mora, Fue producido por Trino Mora y lanzado por la Londo Records en 1973. Este álbum contiene los éxitos "Medio Ambiente" y "Mi Continuación" tema que contiene el nombre del LP y también el tema "Mi Tristeza" perteneciente al álbum "El Tremendo Romántico".

## Listado de canciones
- "Mi Continuación"
- "Y La Quiero"
- "El Campo Está Florido"
- "Que Podría Ser Más Hermoso"
- "Mi Tristeza"
- "Creo Estar Soñando"
- "Somo Solo Una Persona"
- "María Luisa"
- "Medio Ambiente"
- "Moral y Luces"
- "Control De Natalidad"
- "La Revolución"

- Datos: Q25405657